# Dženg He
Dženg He (tradicionalno kitajsko: 鄭和; poenostavljeno kitajsko: 郑和; pinjin: Zhèng Hé; Wade-Giles: Cheng Ho; rojstno ime 马三宝; arabsko ime Hadždži Mahmud), kitajski pomorščak in raziskovalec, * 1371, † 1435.
V letih 1405 do 1433 je Dženg He opravil več potovanj v t. i. »vzhodni ocean«, obiskal je Jugovzhodno Azijo, Sumatro, Javo, Šri Lanko, Indijo, Perzijo, Perzijski zaliv, Arabijo, Rdeče morje vse do Egipta in Afriko do Mozambika.